# Шридеви
Шридеви (там. ஸ்ரீதேவி, хинди श्री देवी; 13 августа 1963, Шивакаси, Тамилнад — 24 февраля 2018, Дубай) — индийская актриса и продюсер, снявшаяся во множестве фильмов на хинди, телугу, малаялам и тамильском языках.
Начав сниматься с четырех лет, она дебютировала во взрослой роли в конце 1970-х годов. Став одной из популярнейших актрис индийского кино, она приняла участие в трех сотнях фильмов. Покинула индустрию в 1997 году, чтобы посвятить себя семье. После недолгого возвращения на телевидение и эпизодических ролей в 2004—2005 годах, вернулась на большой экран в 2012 году, спустя 15 лет после её предыдущей главной роли. В 2017 году она сыграла свою 300-ю роль в триллере «Мама», которая одновременно стала её последней. 
Награждена правительственной наградой Падма Шри (2013).

## Ранние годы
Шридеви родилась в селе Минампатти около Сивакаси в Тамилнаде. Её родной язык — тамильский. Её отца звали Айяпан, он был адвокатом, её мать звали Раджесвари. У Шридеви есть сестра Шрилатхам и два единокровных брата Сатиш и Ананд от предыдущего брака отца. Её кузины Махесвари и Картхик также снимались в кино.

## Карьера
Шридеви начала свою детскую карьеру в тамильском фильме Kandhan Karunai. В раннем подростковом возрасте она уже играла во многих фильмах на телугу, тамильском, малаялам и хинди. Многие из её фильмов тех лет снял режиссёр И. В. Саси, один из ведущих режиссёров кино малаялам.
В 1976 году она получила свою первую большую роль в фильме К. Балачандера Moondru Mudichu, в котором её партнёрами были Камал Хасан и тогда малоизвестный Раджникант. Впоследствии Шридеви снялась ещё в нескольких фильмах с этими же актёрами. С Хасаном она снялась более чем в 30 фильмах, среди которых «В шестнадцать лет» (Pathinaru Vayathinile, 16 Vayathinile, 1977), «Красная роза» (Sigappu Rojakkal, 1978), Manitharil Ithanai Nirangala (1978), Chakkaipodu Podu Raja (1978), Thaayillamal Naanillai (1979), Neela Malargal (1979), Sigapukal Mookuthi (1979), Kalyana Raman (1979), Guru (1980), Varumaiyin Niram Sigappu (1980), Sankarlal (1981), Meendum Kokila (1981), Aakali Rajyam (1981), «Чаднрамукхи и Девдас. Бессмертная история любви» (Vazhve Mayam, 1982), «Полумесяц приходит на третий день» (Moondram Pirai, 1982), Andhagaadu (1982), «Грустная история» (Sadma, 1983, роль в этом фильме принесла актрисе её первую номинацию на Filmfare Award за лучшую женскую роль), Oka Radha Idhdharu Krishnulu (1986). С Раджникантом она снялась в фильмах «Прия», Dharmayuddham, Pokkiri Raja, Thanikattu Raja, Adutha Varisu, Nan Adimai Illai.
В то же время Шридеви снималась в фильмах на телугу, многие из которых снял Рагхавендра Рао. С Н. Т. Рамой Рао она снялась в таких фильмах, как Konda Veeti Simham, Vetagadu, Sardar Paparayudu и Bobbili Puli. С А. Нагесварой Рао в Mudulla Koduku, Premabhishekham, Bangaru Kanku и Premakanuka и с Кришной — в таких фильмах, как Kanchu Kagada, Kalavari Samsaram, Krishnavatharam, Burripalem Bolludu и Khaidi Rudrayya.
К концу карьеры в кино телугу Шридеви начала играть в фильмах на хинди (индустрия которых известна во всём мире как Болливуд). Во многих из этих фильмов главную роль играл Джитендра, и они были ремейками фильмов телугу, в основном снятых К. Рагхавендрой Рао и К. Баппая. Свою первую главную роль в фильме на хинди — Solva Saawan — она исполнила в 1978 году. Её вторым фильмом был Himmatwala, ставший прорывом в её болливудской карьере. Впоследствии она снялась вместе с Джитендрой в фильмах «Судья Чоудри» (1982), Mawaali (1983), «Подарок» (1984), «Змеиный бог» (1984), «Огонь и пламя» (1986), «Родной ребёнок» (1987).
К известным фильмам 1980-х годов с участием Шридеви относятся: «Артист» (1983), «Дорогой друг» (1983), «Змеиный бог» (1984), «Карма», «Расплата за преступление», «Помолвка», «Счастливый дом», «Храбрец», «Волшебный бриллиант» (1986), «Мистер Индия» и «Родной ребёнок» (1987). Она снялась с Митхуном Чакраборти в фильмах «Прозрение» (1983), «Защитники Родины» (1987), «Голос времени» (1988), «Гуру» (1989). В фильме 1988 года «Плутовка» она сыграла двойную роль сестёр-близнецов, за которую получила свою первую Filmfare Award за лучшую женскую роль. В том же году Шридеви была номинирована за роль в фильме Яша Чопры «Чандни». В 1991 году Чопра снял с ней ещё один фильм — «Мгновения любви», где она снова сыграла двойную роль и за который получила ещё одну премию.
В 80—90-х годах снималась во многих фильмах вместе с Анилом Капуром: «Карма» (1986), «Мистер Индия» (1987), «Мгновения любви» (1991), «Разочарование» (1992), «Сдержать клятву» (1993), «Закадычные друзья» (1993), «Дорогая» (1994), «Потерять себя» (1996), «Расставание» (1997). Снялась с Салманом Ханом в фильме «Луноликая» (1994), с Шахрукхом Ханом в фильме «Мстительница» (1996).
В 1992 году последовал «Бог свидетель» с Амитабхом Баччаном. В том же году вышел фильм на телугу «Чанду-воришка», принесший Шридеви ещё одну награду от журнала Filmfare и премию Нанди. Далее последовала роль Рошни — невинной жертвы обмана, арестованной в Гонконге за контрабанду наркотиков, в фильме Махеша Бхатта «Сбившиеся с пути» и отрицательная роль в фильме «Дорогая». За её работу в драме «Расставание» (1997) она получила ещё одну номинацию на Filmfare, после чего оставила киноиндустрию, выйдя замуж за продюсера Бони Капура.
После шестилетнего перерыва Шридеви временно вернулась на малый экран в ситкоме Malini Iyer (2004—2005) — забавной истории о Малини — девушке с Юга Индии, которая вышла замуж, переехала в Пенджаб и пытается приспособиться к местным обычаям, не забывая свои традиции. Она также появилась в телепередаче Jeena Isi Ka Naam Hai (2004) и в роли судьи в сериале Kaboom (2005). Шридеви выступила под попурри из своих песен на 52-й церемонии вручения наград Filmfare в 2007 году. Она также являлась членом совета директоров Азиатской академии кино и телевидения.
В 2012 году вышел фильм «Инглиш-винглиш», который стал её официальным возвращением на экраны и имел коммерческий успех. Критики оценили её актерскую игру, как и возвращение после долгого перерыва.
В 2017 году она появилась на экранах в фильме собственного производства «Мама», который стал её 300-й работой в кино за 50-летнюю карьеру. Сам фильм получил положительную оценку критиков, и принёс ей несколько кинонаград, в том числе Национальную кинопремию посмертно.
После выхода фильма «Мама» Шридеви больше не снималась. Однако её последним появлением на экране стало камео в фильме «Ноль», который вышел в декабре 2018 года. Другим проектом, в котором она должна была принять участие, была историческая драма Kalank, роль в которой после смерти актрисы отошла Мадхури Дикшит. Также были отложены на неопределённый срок съёмки продолжения фильма Devaraagam на малаялам.
Актриса скончалась 24 февраля 2018 года, находясь на свадьбе своего племянника в Дубае. Причиной смерти называют случайное утопление. Есть предположение, что Шридеви потеряла сознание в тот момент, когда принимала ванну, вследствие чего и захлебнулась. Экспертиза показала, что в крови актрисы был обнаружен алкоголь. Однако, по словам родных и близких, актриса алкоголем не злоупотребляла. По факту смерти ведётся расследование.

## Личная жизнь
Её отец умер, когда она снималась в Lamhe, а мать умерла, когда она снималась в Judaai.
2 июня 1996 года вышла замуж за кинопродюсера Бони Капура (род. 11.11.1953). У них две дочери: Джанви (род. 06.03.1997) и Кхуши (род. 05.11.2000); а также есть дети Бони от первого брака (1983—1996) с бизнесвумен и телевизионным продюсером Моной Капур (Шури) (03.02.1964-25.03.2012): сын Арджун (род. 26.06.1985), ставший актером, и дочь Аншула (род. 29.12.1992). Старшая дочь продолжает идти по стопам матери, снявшись в фильме «Биение сердца».

## Частичная фильмография
| Год       |   | Русское название      | Оригинальное название                   | Роль                                |
| --------- | - | --------------------- | --------------------------------------- | ----------------------------------- |
| 1969      | ф |                       | Nam Naadu (там.)                        | Раджа                               |
| 1971      | ф |                       | Sabatham (там.)                         | Лорд Кришна                         |
| 1974      | ф |                       | Bhakta Kumbara (канн.)                  | Муктха Бай                          |
| 1975      | ф |                       | Yashoda Krishna (тел.)                  | Кришна                              |
| 1975      | ф | Джулия                | Julie                                   | Ирена                               |
| 1976      | ф |                       | Moondru Mudichu (там.)                  | Селви                               |
| 1976      | ф |                       | Thulavarsham (малаял.)                  | Аммини                              |
| 1977      | ф |                       | Gayathri (там.)                         | Гаятхри                             |
| 1977      | ф |                       | Angeekaaram (малаял.)                   | Сатхи / Виджи                       |
| 1977      | ф |                       | Kavikkuyil (там.)                       | Радха                               |
| 1977      | ф | В шестнадцать лет     | 16 Vayathinile (там.)                   | Маил                                |
| 1977      | ф |                       | Sayndhadamma Sayndhadu (там.)           | Гаури                               |
| 1978      | ф |                       | Mudisooda Mannan (там.)                 | Рупа                                |
| 1978      | ф | Красная роза          | Sigappu Rojakkal (там.)                 | Сарада                              |
| 1978      | ф | Прия                  | Priya (там.) (канн.)                    | Прия                                |
| 1978      | ф | Кальянарам и Раман    | Kalyanaraman                            | Шенбагам                            |
| 1981      | ф | Родственные узы       | Illalu                                  | Джоти                               |
| 1982      | ф |                       | Trishulam (тел.)                        | Лакшми                              |
| 1982      | ф |                       | Andagaadu (тел.)                        | Хема                                |
| 1982      | ф |                       | Anuraga Devata (тел.)                   | Рупа Деви                           |
| 1983      | ф |                       | Adavi Simhalu (тел.)                    | Рекха                               |
| 1983      | ф |                       | Himmatwala                              | Рекха С. Бандуквала                 |
| 1983      | ф | Артист                | Kalaakaar                               | Радха Кханна                        |
| 1983      | ф |                       | Mundadugu (тел.)                        | Бхарати                             |
| 1983      | ф | Грустная история      | Sadma                                   | Нехалата Малхотра                   |
| 1984      | ф |                       | Babulugaadi Debba (тел.)                | Радха                               |
| 1984      | ф | Беспощадный           | Inquilaab                               | Аша Натх                            |
| 1984      | ф | Новая надежда         | Naya Kadam                              | Лакшми                              |
| 1984      | ф | Подарок               | Tohfa                                   | Лалита                              |
| 1985      | ф |                       | Oka Radha Iddaru Krishnulu (тел.)       | Радха                               |
| 1985      | ф | Изгнанник             | Sarfarosh                               | Виджая                              |
| 1986      | ф | Владения султана      | Sultanat                                | принцесса Ясмин                     |
| 1986      | ф | Храбрец               | Janbaaz                                 | Сима                                |
| 1986      | ф | Волшебный бриллиант   | Nagina                                  | Раджни                              |
| 1986      | ф | Огонь и пламя         | Aag Aur Shola                           | Арти                                |
| 1986      | ф | Карма                 | Karma                                   | Радха                               |
| 1987      | ф | Бесценный подарок     | Nazrana                                 | Тулси                               |
| 1987      | ф | Мистер Индия          | Mr. India                               | Сима Сохни                          |
| 1987      | ф | Родной ребёнок        | Aulad                                   | Девки                               |
| 1987      | ф | Защитники родины      | Watan Ke Rakhwale                       | Радха Пратап                        |
| 1988      | ф | Жертва любви          | Ram-Avtar                               | Сангита                             |
| 1988      | ф | Изнанка жизни         | Sone Pe Suhaaga                         | Мина                                |
| 1989      | ф | Гуру                  | Guru                                    | Ума и Рома                          |
| 1987      | ф | Чандни                | Chandni                                 | Чандни Матхур                       |
| 1989      | ф | Плутовка              | ChaalBaaz                               | Анджу / Манджу                      |
| 1989      | ф | Волшебный бриллиант 2 | Nigahen                                 | Нилам                               |
| 1989      | ф | Я твой враг           | Main Tera Dushman                       | Джугни                              |
| 1990      | ф |                       | Jagadeka Veerudu Atiloka Sundari (тел.) | Индраджа / Рани                     |
| 1991      | ф | Женская доля          | Farishtay                               | Расбхари                            |
| 1991      | ф | Чанду-воришка         | Kshana Kshanam (тел.)                   | Сатья                               |
| 1991      | ф | Мгновения любви       | Lamhe                                   | Паллави и Пуджа Бхатнагар           |
| 1992      | ф | Разочарование         | Heer Ranjha                             | Хир                                 |
| 1993      | ф | Сдержать клятву       | Roop Ki Rani Choron Ka Raja             | Сима Сони / Шанта                   |
| 1993      | ф | Сбившиеся с пути      | Gumrah                                  | Рошни Чадха                         |
| 1993      | ф | Бог свидетель         | Khuda Gawah                             | Беназир и Мехнди                    |
| 1993      | ф | Закадычные друзья     | Guru Dev                                | Сунита / Прия                       |
| 1993      | ф | Чандра Мукхи          | Chandramukhi                            | Чандра Мукхи                        |
| 1994      | ф | Дорогая               | Laadla                                  | Шитал Джейтли                       |
| 1994      | ф | Луноликая             | Chaand Kaa Tukdaa                       | Радха                               |
| 1994      | ф |                       | Govinda Govinda (тел.)                  | Навина                              |
| 1994      | ф |                       | S.P.Parasuram (тел.)                    | Рани                                |
| 1996      | ф | Мстительница          | Army                                    | Гита                                |
| 1996      | ф | Потерять себя         | Mr. Bechara                             | Аша / Анита                         |
| 1997      | ф | Расставание           | Judaai                                  | Каджал Верма                        |
| 2004      | ф | Моя неповторимая жена | Meri Biwi Ka Jawaab Nahin               | Дурга                               |
| 2004—2005 | с | Прекрасная Малини     | Malini Iyer                             | Малини Айер                         |
| 2008      | ф |                       | Halla Bol                               | в роли самой себя                   |
| 2012      | ф | Инглиш-Винглиш        | English Vinglish                        | Шаши Годболе                        |
| 2013      | ф |                       | Bombay Talkies                          | камео в песне «Apna Bombay Talkies» |
| 2015      | ф | Храбрый воин / Тигр   | Puli (там.)                             | Королева Яванарани                  |
| 2017      | ф |                       | Mom                                     | Девки Сабарвал                      |

## Награды
Filmfare Awards
- 1982 — Лучшая женская роль в фильме на тамильском — Meendum Kokila[15][16]
- 1990 — Лучшая женская роль — «Плутовка»[16]
- 1992 — Лучшая женская роль — «Мгновения любви»[16]
- 1993 — Лучшая женская роль в фильме на телугу — «Чанду-воришка»[16][17]
- 2019 — За пожизненные достижения[18] (посмертно)

Номинации
- 1976 — Лучшая женская роль в фильме на тамильском — Moondru Mudichu
- 1977 — Лучшая женская роль в фильме на тамильском — 16 Vayathinile
- 1980 — Лучшая женская роль в фильме на тамильском — Johnny
- 1983 — Лучшая женская роль в фильме на тамильском — «Полумесяц приходит на третий день»
- 1984 — Лучшая женская роль — «Грустная история»
- 1990 — Лучшая женская роль — «Чандни»
- 1993 — Лучшая женская роль — «Бог свидетель»
- 1994 — Лучшая женская роль — «Сбившиеся с пути»
- 1995 — Лучшая женская роль — «Дорогая»
- 1998 — Лучшая женская роль — «Расставание»
- 2013 — Лучшая женская роль — «Инглиш-винглиш»[19]

Nandi Awards
- 1991 — Лучшая женская роль — «Чанду-воришка»

Другие
- 2013 — Падма Шри